# Complexul de clădiri ale hergheliei (Chișinău)
Complexul de clădiri ale hergheliei este un complex de clădiri amplasat pe str. Calea Orheiului, 90 în Chișinău, Republica Moldova. Este un monument istoric și arhitectural de importanță națională inclus în Registrul monumentelor Republicii Moldova ocrotite de stat cu nr. 234 (municipiul Chișinău). Datează de la înc. sec. XX.